# ハンドボールデンマーク女子代表
ハンドボールデンマーク女子代表は、デンマークハンドボール連盟(DHF)によって編成されるデンマークの女子ハンドボールナショナルチームである。欧州ハンドボール連盟(EHF)に所属する。

## 成績

### オリンピック
- 1996年 - 優勝
- 2000年 - 優勝
- 2004年 - 優勝
- 2008年 - 予選敗退
- 2012年 - 9位

### 世界選手権
- 1957年：5位
- 1962年：2位
- 1965年：5位
- 1971年：6位
- 1973年：7位
- 1975年：9位
- 1978年：予選敗退
- 1982年：予選敗退
- 1986年：予選敗退
- 1990年：10位
- 1993年：2位
- 1995年：3位
- 1997年：優勝
- 1999年：6位
- 2001年：4位
- 2003年：13位
- 2005年：4位
- 2007年：予選敗退
- 2009年：5位
- 2011年：4位
- 2013年：

### 欧州選手権
- 1994年：優勝
- 1996年：優勝
- 1998年：2位
- 2000年：10位
- 2002年：優勝
- 2004年：2位
- 2006年：11位
- 2008年：11位
- 2010年：4位
- 2012年：